# Pandolaimus latilaimus
Pandolaimus latilaimus är en rundmaskart som först beskrevs av Allgen 1929.  Pandolaimus latilaimus ingår i släktet Pandolaimus och familjen Linhomoeidae. Arten är reproducerande i Sverige. Inga underarter finns listade i Catalogue of Life.